# Josep de Miró i Argenter
Josep de Miró i Argenter (Sitges, 4 de març de 1851 - L'Havana, 2 de maig de 1925) fou un militar i escriptor català, general de divisió a la Guerra d'Independència de Cuba.

## Biografia
Nascut el 4 de març de 1851, fou fill de l'advocat Josep de Miró i Llopis i de Joaquima Argenter i Armengol. Estudià a Barcelona. Es graduà de batxiller en Arts el 1869 i cursa dos anys d'estudis de medicina, carrera que interrompé. Als voltants de 1872-1873 combaté en les guerres carlistes; allistat en les forces del general Castells, participà en diverses batudes en les comarques del Penedès. Aconseguí el grau de tinent i comandà una companyia carlina. Després de la pau de Sagunt es negà a entrar a l'exèrcit regular com a oficial.
El 1874 emigrà a Cuba, sembla que desterrat, i començà a treballar com a dependent de comerç de la companyia Barahona i Domènech. Dos anys més tard s'establí a Santiago de Cuba, on treballà per a la firma Catasús Hermanos i, alhora, feia de corresponsal del periòdic La Llumanera de Nova York, publicació que dirigia Artur Cuyàs i Armengol. Als voltants de 1877-1878, els Catasús li atorgaren el càrrec de majoral de l'ingenio Río Grande, que era una plantació de canya de sucre amb fàbrica transformadora.
El 1878 conegué el major general Antonio Maceo quan aquest s'entrevistà amb Martínez Campos. Publicà un article de denúncia al periòdic santiagueny La Nueva Era que causà que fos desterrat a Holguín. Imbuït pels ideals d'independència de l'illa, hi fundà el 1887 el diari La Doctrina. Un article seu, El juez y el negro li comportà tres anys de presó. Es refugià a Manzanillo, on dirigí El Liberal (1893), periòdic amb què va fer apassionades campanyes periodístiques.

### Actuació militar a la Guerra d'Independència cubana
Quan esclatà la revolta el 1895, Miró s'hi afegí, amb un primer combat el 14 d'abril a Ciego La Rioja. En tornar Antonio Maceo a l'illa el confirmà com a coronel i l'incorporà en l'Estat Major. Després de destacar-se en l'enfrontament de Peralejo fou ascendit a general de brigada. Al novembre fou promogut al càrrec de cap d'Estat Major de la columna que partí de Baraguà.
Combaté juntament amb Maceo en tota la Campaña de Occidente, participant en les batalles d'Iguará, La Lechuza, Cacarajícara, Rubí i Bejerano. Fou ferit a San Pedro, on morí Maceo el desembre del 1896. Pels seus mèrits en la Batalla de Mal Tiempo va ser proposat per al càrrec de general de divisió, que no li seria atorgat fins acabada la guerra.

### Postguerra
Acabada la contesa fou nomenat director dels arxius de l'exèrcit. Es dedicà a la història i al periodisme –dirigí La Democracia, de Manzanillo– i esdevingué membre de l'Academia de la Historia. Publicà entre d'altres Apuntes de la vida de Antonio Maceo (1897), la molt reeditada Crónicas de la guerra (1909) i la novel·la autobiogràfica Salvador Roca (1910).
El seu germà Joaquim va ser un pintor català molt vinculat a Sitges. El seu fill, José Miró Cardona, va ser primer ministre (per uns dies), i ambaixador, de la Cuba post-Batista.

## Obres
- Apuntes de la vida de Antonio Maceo Grajales Veracruz: Tip. Las Selvas, 1897 (1898)
- Crónicas de la guerra 1895-1896 La Habana: Letras Cubanas, 1981
  - I. La campaña de Invasión
  - II. La campaña de Occidente
- José Penino, José Miró Argenter: Homenaje a Ferrer La Habana: Cubana, 1909
- José Miró Argenter, Tomás Estrada Plama: La invasión de Occidente: partes oficiales New York: S.Figueroa, 1896
- Jornadas de gloria La Habana: Imprenta La Prueba, 1916
- Muerte del general Maceo (relato del suceso), seguido de una refutación a la farsa oficial Cayo Hueso: Imp. de El Yara, 1897
- El pacífico, drama en tres actos La Habana: Rambla y Bouza, 1914
- Salvador Roca: drama humano La Habana: Rambla y Bouza, 1910